# Elsa Osorio

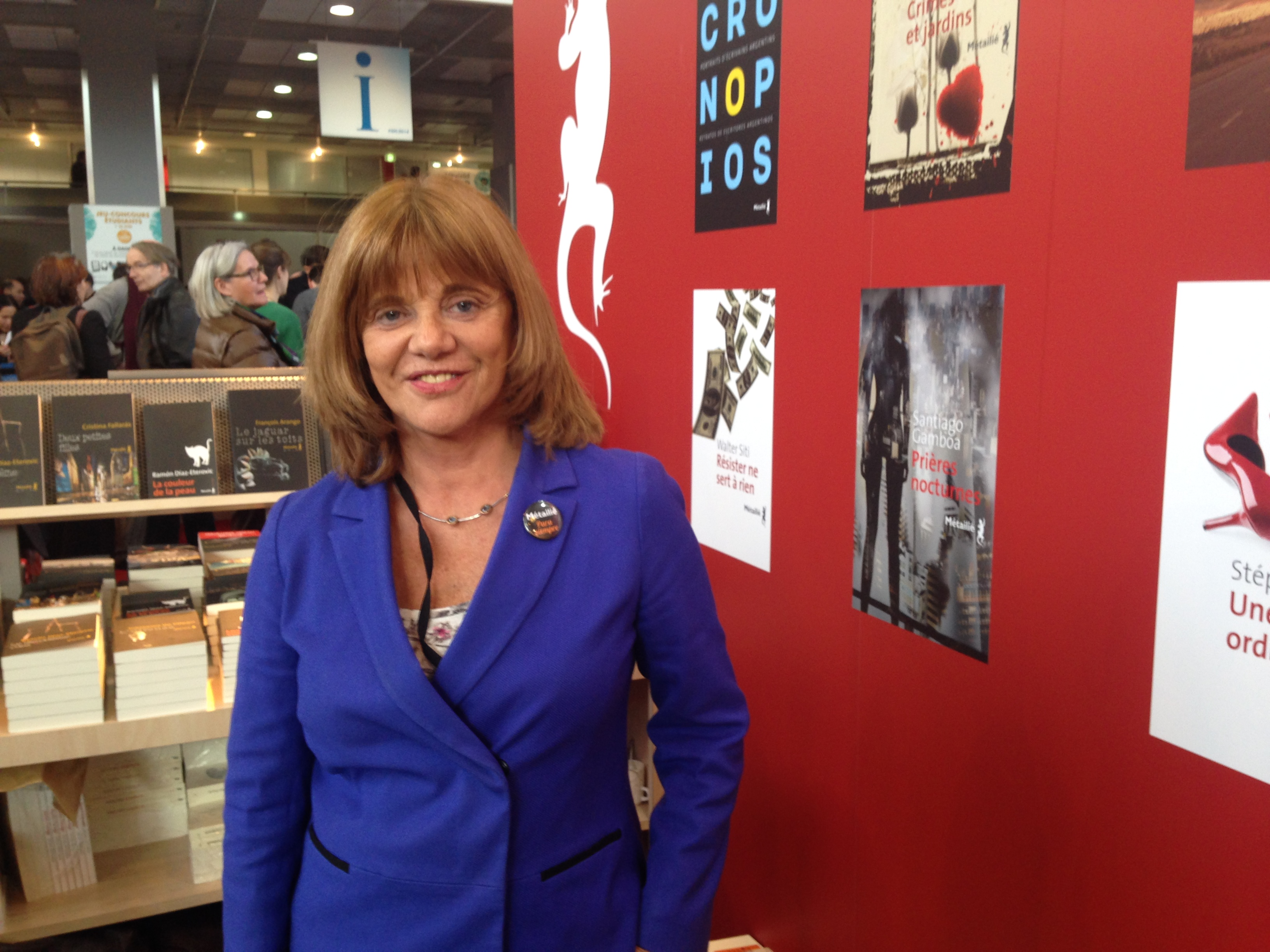
Elsa Osorio, 2014

Elsa Osorio (* 1952 in Buenos Aires) ist eine argentinische Schriftstellerin und Drehbuchautorin.

## Leben
Elsa Osorio studierte an der Universität ihrer Heimatstadt Literatur auf Lehramt. Ihr literarisches Debüt, der Erzählband Ritos Privados, wurde 1982 mit dem Premio Nacional de Literatura, dem bedeutendsten Literaturpreis Argentiniens ausgezeichnet. Für Reina Mugra wurde sie 1990 mit dem Premio Sociedad Argentina de Escritores bedacht. 1991 legte sie mit Beatriz Guido: Mentir la verdad einen biografischen Roman über die argentinische Schriftstellerin Beatriz Guido vor. Mit Como tenerlo todo (1993) ein humoristisches Buch, eine Parodie auf die Selbsthilfebücher und Las Malas lenguas (1994) folgten weitere Veröffentlichungen. 1994 verließ Osorio Argentinien und lebte lange Jahre in Madrid.
Im Jahr 2000 erschien mit dem Roman Mein Name ist Luz (A veinte años, Luz, 1998) ihr erstes Buch in deutscher Übersetzung. Elsa Osorio schildert darin den Versuch einer jungen Frau, Gewissheit über ihre eigene Herkunft zu erlangen, und greift damit das Thema der Zwangsadoption in autoritären Regimen auf. Während der argentinischen Militärdiktatur waren in Haft geborene Kinder von Junta-Gegnern, deren weiteres Schicksal vielfach ungeklärt blieb, systematisch geraubt und an regimetreue Offiziersfamilien vermittelt worden. Die Veröffentlichung von Mein Name ist Luz gab Ende der 1990er Jahre Anstoß zu weiteren Nachforschungen über die Kinder der „Verschwundenen“, auch über die Grenzen Argentiniens hinaus. Der Roman, der in mehr als fünfzehn Sprachen übersetzt wurde, machte Osorio auch in Europa bekannt. Mein Name ist Luz wurde 2001 mit dem Literaturpreis von Amnesty International ausgezeichnet, der anlässlich des 40-jährigen Bestehens der Menschenrechtsorganisation erstmals vergeben wurde.
Nachdem sich Osorio bereits 1997 in dem Drehbuch zu La lección de tango mit dem Phänomen Tango beschäftigt hatte, spürte sie in dem Roman Im Himmel Tango (Cielo de Tango, 2006) der Historie des argentinischen Tanzes nach. Anhand der Lebenswege zweier Familien von unterschiedlichem sozialen Status erzählt sie auf verschiedenen zeitlichen Ebenen von deren Verbundenheit mit dem Tango, und zugleich der Geschichte des Landes seit Ende des 19. Jahrhunderts. 2010 erschien unter dem Titel Sackgasse mit Ausgang die deutsche Ausgabe des Erzählbandes Callejón con salida.
Elsa Osorio ist auch als Journalistin, Dozentin und Drehbuchautorin für Film und Fernsehen tätig. 1992 bekam sie für die Komödie Ya no hay hombres den Preis für das beste Drehbuch. Seit 2006 lebt Osorio wieder überwiegend in Buenos Aires.

## Werke in deutscher Übersetzung
- Mein Name ist Luz. Roman. Aus dem Spanischen von Christiane Barckhausen-Canale. Insel Verlag, Frankfurt am Main 2000, ISBN 3-458-17031-6.
- Im Himmel Tango. Roman. Insel Verlag, Frankfurt am Main 2007, ISBN 978-3-458-17338-0.
- Sackgasse mit Ausgang. Erzählungen. Suhrkamp Verlag, Frankfurt am Main 2010, ISBN 978-3-518-46191-4.
- Die Capitana. Roman. Insel Verlag, Frankfurt am Main 2011, ISBN 978-3-458-17517-9.